# Les dimanches de Ville d'Avray
Les dimanches de Ville d'Avray és una pel·lícula francesa dirigida per Serge Bourguignon, estrenada el 1962 i adaptació d'una novel·la del mateix nom de Bernard Eschasseriaux
La pel·lícula va rebre l'Oscar a la millor pel·lícula de parla no anglesa el 1962.

## Argument
Pierre, un antic pilot de guerra s'ha tornat amnèsic de resultes d'un accident d'avió a l'Extrem Orient. Magdalena, la infermera que l'ha recollit, li consagra tota la seva vida i el seu amor de dona sola. Un dia, acompanyant-la a l'estació de Ville-d'Avray, Pierre coneix Françoise, una òrfena de deu anys, que viu amb les germanes. Fa amistat amb la nena. Després de fer-se passar pel seu pare, li ret visita tots els diumenges. Una tendra i pura complicitat s'estableix entre ells. Però aquesta relació escandalitza la ciutat....

## Repartiment
- Hardy Krüger: Pierre
- Nicole Courcel: Madeleine
- Patricia Gozzi: Françoise/Cybèle
- Daniel Ivernel: Carlos
- André Oumansky: Bernard
- Anne-Marie Coffinet: Françoise II
- Maurice Garrel: El policia
- René Clermont: El carter
- Malka Ribowska
- Michel de Ré: Fiacre
- France Anglade: Lulu
- Serge Bourguignon: El cavaller

## Premis i nominacions

### Premis
- 1963: Oscar a la millor pel·lícula de parla no anglesa

### Nominacions
- Oscar a la millor banda sonora 1964 per Maurice Jarre
- Oscar al millor guió adaptat per Serge Bourguignon i Antoine Tudal
- Premi Samuel Goldwyn